# Margot Honecker
Margot Honecker z domu Feist (ur. 17 kwietnia 1927 w Halle, zm. 6 maja 2016 w Santiago) – niemiecka polityk, w latach 1963–1989 minister edukacji Niemieckiej Republiki Demokratycznej; żona zmarłego w 1994 przywódcy komunistycznego Ericha Honeckera.

## Życiorys
Pochodziła z rodziny robotniczej, jej ojciec był szewcem, a matka pracowała w fabryce. W 1945 wstąpiła do Komunistycznej Partii Niemiec, a po powstaniu NRD stała się członkiem Niemieckiej Socjalistycznej Partii Jedności. Pracowała wówczas jako stenotypistka w siedzibie Wolnych Niemieckich Związków Zawodowych (FDGB) w Saksonii-Anhalcie. Jej działalność polityczna wiązała się z organizacjami młodzieżowymi. W 1948 została sekretarzem ruchu młodzieżowego Freie Deutsche Jugend (FDJ), a w latach 1949–1955 była przewodniczącą Organizacji Pionierskiej „Ernst Thälmann”. W 1949, w wieku 22 lat została najmłodszą posłanką Parlamentu NRD (Volkskammer).
W latach 1963–1989 była ministrem oświaty NRD. Otrzymała parokrotnie najwyższe odznaczenie tego państwa, Order Karla Marksa. Z racji sprawowanych funkcji była „skoszarowana” wraz z mężem w partyjno-rządowych osiedlach kierownictwa NRD – początkowo wokół Majakowskiring w Berlinie-Pankow, następnie na Osiedlu Leśnym pod Bernau. Ze względu na farbowane włosy przezywano ją „Fioletowy Smok” (Der lila Drache).
W 1953 wyszła za mąż za Ericha Honeckera. W publikacjach z czasów NRD podawano wcześniejszą datę, aby ukryć fakt, że ich córka Sonja (ur. 1 grudnia 1952) była dzieckiem pozamałżeńskim.
Od 1992 przebywała u rodziny córki w chilijskim Santiago, gdzie otrzymała azyl polityczny. W 1999 przegrała proces sądowy z Republiką Federalną Niemiec o utracony w Niemczech majątek. Jako obywatelka Republiki Federalnej Niemiec otrzymywała miesięczną emeryturę. Zmarła w Santiago 6 maja 2016 na raka. 7 maja 2016 roku odbył się jej dyskretny pogrzeb na cmentarzu Memorial Park, a potem według przekazanych informacji przez AFP jej ciało poddano kremacji.

## Odznaczenia i nagrody
10 stycznia 1974 Uniwersytet im. Adama Mickiewicza w Poznaniu przyznał Margot Honecker tytuł doktora honoris causa.